# (4014) Heizman
(4014) Heizman (1979 SG10) – planetoida z pasa głównego asteroid okrążająca Słońce w ciągu 6,33 lat w średniej odległości 3,42 j.a. Odkryta 28 września 1979 roku.